# Latzek von Krawarn

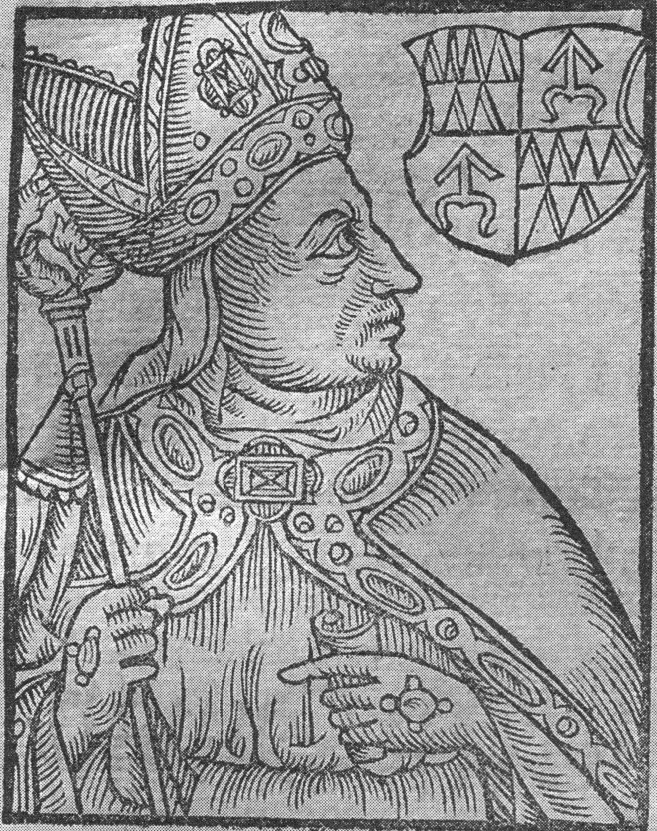
Latzek von Krawarn, Bischof von Olmütz (1403–1408)

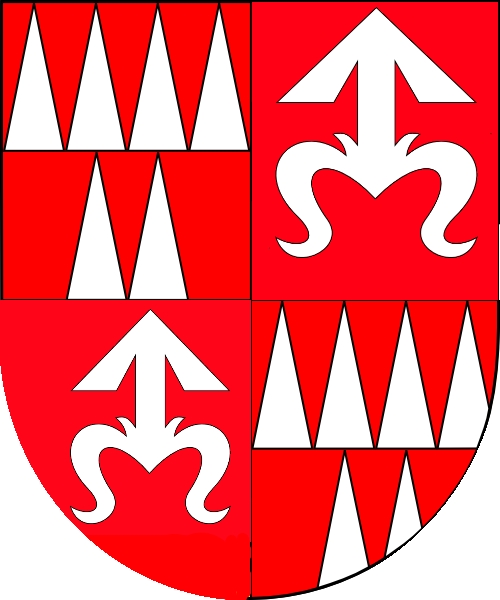
Latzek von Krawarn, Bischof von Olmütz (1403–1408)

Latzek von Krawarn, auch Latzek (Ladislaus) von Krawarn; tschechisch Vladislav Lacek z Kravař (* um 1374; † 1408 in Olmütz) war Elekt und später Bischof von Olmütz.

## Herkunft und Werdegang
Latzek entstammte dem mährischen Adelsgeschlecht von Krawarn. Seine Eltern waren Wok VI. von Krawarn auf Titschein und Stramberg (Vok VI. z Jičína a Štramberka) und Anna, geb. von Sternberg und Konopischt. Nach dem Tod des Vaters erbte Latzek die Herrschaft Titschein. Schon früh verfügte er über zahlreiche Pfründen. Er war Domherr von Breslau, Prag und Gnesen sowie Kanoniker in Oppeln und in Glogau.

### Elekt von Olmütz
Obwohl das Olmützer Domkapitel nach dem Tod des Bischofs Nikolaus von Riesenburg 1397 Latzek von Krawarn zu dessen Nachfolger wählte, konnte er sich nicht gegen Johannes Frost durchsetzen, den Kandidaten des Königs Wenzel IV.

### Bischof von Olmütz
Nachdem Johannes Frost 1403 gestorben war, wählte das Domkapitel erneut Latzek von Krawarn einstimmig zum neuen Bischof von Olmütz. Latzek verpflichtete sich auf die römische Obedienz und erhielt danach von Papst Bonifaz IX. die erforderliche Altersdispens. Die Bischofsweihe erfolgte am 20. Mai 1403 im Olmützer Dom durch den Breslauer Weihbischof Nikolaus von Abelon.
Während seiner Amtszeit konnte Latzek die von seinem Vorgänger verpfändete Burg Mürau sowie die Güter Müglitz und Mödritz einlösen; außerdem vermutlich auch Hotzenplotz und Gewitsch. 1407 erwarb er vom ungarischen König Sigismund die Stadt Zwittau. Der Bau der St.-Mauritius-Kirche in Olmütz wurde fortgesetzt, und die Brünner Kirchen St. Peter und St. Jakob erweitert.
Da sich Latzek gegenüber der römischen Kurie verpflichtet hatte, Schulden in Höhe von 11.000 Gulden zu begleichen, die er zum großen Teil von seinen Vorgängern übernommen hatte, konnte er die wirtschaftlichen Probleme seines Bistums nicht lösen. Er verpfändete wiederum mehrere bischöfliche Güter und nahm zur Schuldentilgung auch Anleihen auf.
Latzek starb nach nur vierjähriger Amtszeit, und es wird vermutet, er sei vergiftet worden. Sein Leichnam wurde in der St.-Mauritius-Kirche in Kremsier beigesetzt.